# تسغوک
تسغوک (به ارمنی: Ծղուկ) یک سکونتگاه مسکونی در ارمنستان است که در استان سیونیک واقع شده‌است. تسغوک در ۱۲۰ کیلومتری شمال غرب کاپان، مرکز استان سیونیک واقع شده‌است.

## خصوصیات
تسغوک ۵۰٫۹۸ کیلومترمربع مساحت و ۴۲۲ نفر جمعیت دارد و در ارتفاع ۲۲۲۰ متر بالاتر از سطح دریا قرار گرفته‌است.
| سال   | ۱۹۱۴ | ۱۹۲۲ | ۱۹۳۱ | ۱۹۵۹ | ۱۹۷۰ | ۱۹۷۹ | ۱۹۸۹ | ۲۰۰۱ | ۲۰۰۴ | ۲۰۱۰ |
| جمعیت | ۲۲۹  | ۳۹۳  | ۶۲۷  | ۸۴۶  | ۳۱۳  | ۳۲۳  | ۴۲۷  | ۳۸۳  | ۴۵۱  |      |